# دهغلان
دهغلان (بالفارسية: دهگلان) هي مدينة تقع في إيران في البلدة المركزية. يقدر عدد سكانها بـ 20,226 نسمة .